# برج جدی
بُرج جَدْی (بزغاله ♑)، دهمین برج فلکی از دایرةالبروج است. 
کلمهٔ جَدْی در عربی به معنی بزغاله است و در فارسی به این برج، بُزیچهٔ فلک و تیس می‌گفتند.
جَدْی، دهمین برج خورشید، قوسی ۳۰ درجه از دایرةالبروج است. این برج، خط‌سیر خورشید در دی‌ماه به مدت ۲۹ روز و ۱۰ ساعت و ۳۸ دقیقه و نام دیگر این ماه در گاه‌شماری خورشیدی نیز هست. میانگین شبانه‌روز لحظهٔ تحویل برج جَدْی ساعت ۰۶:۰۶ روز ۱ دی است.
دو هزار سال پیش، این برج، بیشتر از زمینهٔ صورت فلکی جَدْی (بزغاله) می‌گذشت و به همین نام باقی ماند؛ ولی امروزه از زمینهٔ صورت فلکی قوس (کمان) می‌گذرد.

## منابع

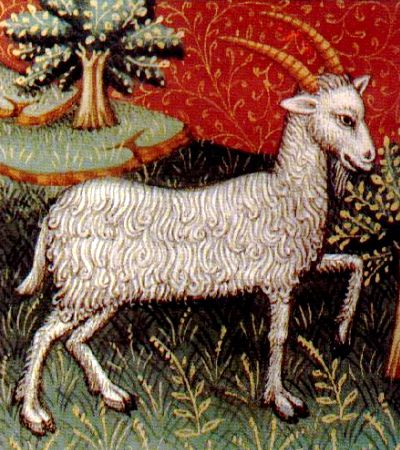
جدی